# 運搬体タンパク質
運搬体タンパク質とは、水に難溶性または不溶性の生体成分と結合して血流中を循環し、生体成分を体内各所に送達するタンパク質の総称である。

## 例
- アルブミン：遊離脂肪酸、非イオン化カルシウム、アルドステロン、金属イオン、尿酸、多くの薬剤
- ヘモグロビン：酸素、一酸化炭素
- ハプトグロビン：遊離ヘモグロビン
- ヘモペキシン：ヘム
- 高密度リポタンパク質：リン脂質、コレステロール、トリグリセリド
- 低密度リポタンパク質：リン脂質、コレステロール、トリグリセリド
- チロキシン結合グロブリン：チロキシン（甲状腺ホルモン）
- トランスチレチン：チロキシン、レチノール結合タンパク質、ヘム
- レチノール結合タンパク質：レチノール
- ビタミンD結合タンパク質：ビタミンD
- トランスコバラミン：ビタミンB12
- トランスコルチン：ステロイドホルモン
- トランスフェリン：鉄
- セルロプラスミン：銅
- 性ホルモン結合グロブリン：性ホルモン